# Rudolf Braun (Politiker, 1955)
Rudolf Braun (* 25. Juni 1955 in Falkenstein/Vogtl.) ist ein deutscher Politiker (CDU) und ehemaliges Mitglied des Deutschen Bundestages, dem er vom 10. November 1994 bis 26. Oktober 1998 (eine Wahlperiode) angehörte.

## Leben
Rudolf Braun absolvierte nach seinem Abitur 1977 ein Fachschulstudium zum Medizinisch-technischen Radiologieassistenten (später Fachspezialisierung zum Fachassistenten für Röntgendiagnostik).
Von 1990 bis 1991 arbeitete er als Dezernent für Gesundheit und Soziales in der Stadtverwaltung Auerbach/Vogtl. Seit 1991 ist er ehrenamtlicher Richter am Landgericht Zwickau.
1976 trat Rudolf Braun in die Ost-CDU ein und war von 1990 bis 1994 Stadtverordneter von Auerbach. 1994 wurde er für die CDU mit 48,5 % der abgegebenen Stimmen des Wahlkreises 328 (Reichenbach – Plauen – Auerbach – Oelsnitz) direkt in den Bundestag gewählt und war bis 1998 Mitglied des Bundestages.
Außerdem war er Ordentliches Mitglied des Innenausschusses und stellvertretendes Mitglied des Ausschusses für wirtschaftliche Zusammenarbeit und Entwicklung.
Unter anderem stimmte Rudolf Braun am 16. Januar 1998 dem Gesetzentwurf der Fraktionen der CDU/CSU, SPD und FDP zur Änderung des Artikel 13 Grundgesetz (Großer Lauschangriff) zu.
Er ist verheiratet und Vater von zwei Kindern.